# Syrská hexapla
Syrská hexapla je syrský překlad Órigenovy verze Septuaginty (nacházející se v jeho Hexaple). Překlad provedl v klášteře v Enatonu biskup Pavel z Tully v letech 615-617 patrně na zakázku patriarchy Atanáše. Jedná se o vynikajícího textového svědka pro text Órigenovy hexaplární Septuaginty. Pavel z Tully se navíc snažil o přizpůsobení textu hebrejštině. 
Současně v témže klášteře pracoval na revizi syrského překladu Nového zákona Tomáš Harkel, tzv. Harkelův Nový zákon